# Megachile fumipennis
Megachile fumipennis är en biart som beskrevs av Smith 1868. Megachile fumipennis ingår i släktet tapetserarbin, och familjen buksamlarbin. Inga underarter finns listade i Catalogue of Life.